# Aki Rissanen
Aki Rissanen (* 29. Februar 1980 in Kuopio) ist ein finnischer Jazzmusiker (Piano, Komposition).

## Leben und Wirken
Rissanen erhielt ab 1990 klassischen Klavierunterricht am Konservatorium seiner Heimatstadt, um dann von 2000 bis 2002 an der Helsinki Polytechnic School Stadia Jazz und Erziehung zu studieren. Von 2005 bis 2006 studierte er am Conservatoire national supérieur de musique et de danse de Paris und machte 2009 seinen Master in Jazzpiano und Komposition an der Sibelius-Akademie. Zu seinen Lehrern gehören Jarmo Savolainen, Jukkis Uotila, Kirmo Lintinen, Jim Beard, Anders Jormin, Hervé Sellin, Markku Hyvärinen, Jouni Kuronen und Seppo Kantonen. Auch nahm er privaten Unterricht bei John Taylor.
Rissanen leitet ein eigenes Trio mit Antti Lötjönen (Bass) und Teppo Mäkynen (Drums). Mit Robin Verheyen und Markku Ounaskari bildet er das Trio Aleatoric. Gemeinsam mit Schlagzeuger Jussi Lehtonen leitet er ein Quartett, dem Dave Liebman angehört. In Mitteleuropa ist er auch durch die Zusammenarbeit mit Verneri Pohjola bekannt geworden, auf dessen Alben für ACT er zu hören ist. Er hat weiterhin mit Rick Margitza, Tim Hagans, Magnus Broo, Jim Beard und Robin Verheyen aufgenommen. Auch ist er mit dem UMO Jazz Orchestra, Juhani Aaltonen, Pepa Päivinen, Randy Brecker, Mats Gustafsson, Sten Sandell, Ingrid Jensen, Michael Gibbs, Barry Guy, Daniel Humair, Bill Watrous, Jukka Perko, Eero Koivistoinen und Ulf Krokfors aufgetreten.

## Preise und Auszeichnungen
Dem Down Beat zufolge gilt er als „rising star in Europe“. Weiter ist er beim Solowettbewerb für Piano 2004 beim Montreux Jazz Festival (2. Platz) und beim La-Défense-Wettbewerb, den er 2006 gewann, gewürdigt worden.

## Diskographische Hinweise
- La Lumière noire (Ilma Records / Aeon, Ranska 2007)
- Beautiful Anxiety (KSJAZZ, USA 2009)
- Semplice (Alba 2009, mit Robin Verheyen)
- Aleatoric (Eclipse Music 2013, mit Robin Verheyen und Markku Ounaskari)
- Aki Rissanen / Jussi Lehtonen Quartet with Dave Liebman (Ozella Music, Saksa 2014; mit Jori Huhtala)
- Amorandom (TBA 2015, mit Antti Lötjönen, Teppo Mäkynen)
- Another North (Edition Records 2017, mit Antti Lötjönen, Teppo Mäkynen)
- Art in Motion (Edition Records 2019, mit Antti Lötjönen, Teppo Mäkynen)
- Divided Horizon (Edition Records, 2021)[2]
- Hyperreal (Edition Records 2023, mit Verneri Pohjola, Robert Ikiz)[3]